# Maria Halamska
Maria Kazimiera Halamska (ur. 1 marca 1948) – polska socjolożka, profesor nauk humanistycznych, zajmująca się socjologią wsi, socjologią rozwoju wiejskiego i problematyką rozwoju lokalnego.

## Życiorys
W 1971 ukończyła studia socjologiczne na Uniwersytecie Jagiellońskim. Doktoryzowała się w 1978, przedstawiwszy dysertację Konflikty w funkcjonowaniu systemu produkcji rolniczej. W 1992 w Instytucie Rozwoju Wsi i Rolnictwa Polskiej Akademii Nauk habilitowała się na podstawie dzieła Chłopi polscy na przełomie epok. W 2003 otrzymała tytuł profesora. W latach 1997–2017 profesor w Centrum Europejskich Studiów Regionalnych i Lokalnych (EUROREG) Uniwersytetu Warszawskiego. Od 2004 profesor w Instytucie Rozwoju Wsi i Rolnictwa PAN, kierowniczka Zakładu Socjologii Wsi.
Od 1981 członkini Europejskiego Towarzystwa Socjologii Wsi, w latach 1983–1986 w Radzie Towarzystwa. Od 1973 członkini Polskiego Towarzystwo Socjologicznego, w latach 1981–1987 sekretarz Sekcji Socjologii Wsi PTS. Członkini Académie d’Agriculture de France. Od 2020 członkini rady Fundacji Badań Wiejsko-Miejskich RURall (Rural and Urban Research).
Żona socjologa i dyplomaty Adama Antoniego Halamskiego. Matka paleontologa Adama Tadeusza Halamskiego.

## Wybrane publikacje
- Halamska M., Stanny M., Wilkin J. (2019). Ciągłość i zmiana. Sto lat rozwoju wsi polskiej. Wydawnictwo Naukowe Scholar, IRWIR PAN, Warszawa.
- Halamska M. (2018). Studia nad strukturą wiejskiej Polski. Tom 3. Świadomościowe korelaty struktury społecznej. Wydawnictwo Naukowe Scholar, IRWIR PAN, Warszawa.
- Halamska M., Hoffmann R., Stanny M. (2017) Studia nad strukturą wiejskiej Polski. Tom 2. Przestrzenne zróżnicowanie struktury społecznej. Wydawnictwo Naukowe Scholar, IRWIR PAN, Warszawa.
- Halamska M., Michalska S., Śpiewak R. (2016). Studia nad Strukturą Społeczną Wiejskiej Polski Tom 1. Stare i Nowe Wymiary zróżnicowania społecznego. Wydawnictwo Naukowe Scholar, IRWIR PAN, Warszawa.
- Halamska M., (2016) Struktura społeczno-zawodowa ludności wiejskiej w Polsce i jej przestrzenne zróżnicowanie. Wieś i Rolnictwo, Nr. 1 (170).
- Halamska M., (2016) The Evolution of Family Farms in Poland: Present Time and the Weight of the Past. Eastern European Countryside, No. 22, Toruń:Nicolaus Copernicus University, Department of Sociology.
- Halamska M., (2016) Zmiany struktury społecznej wiejskiej Polski. Studia Socjologiczne, nr 1(220).
- Wiejska Polska na początku XXI wieku. Rozważania o gospodarce i społeczeństwie. Wydawnictwo naukowe Scholar, Warszawa, 233 strony.
- Democratie et gouvernement local en Pologne. (wspólnie z Marie-Claude Maurel), CNRS Editions, Paris 2006, 265 stron.
- Rozwój wiejski w Portugalii. Wzór czy przestroga dla Polski? Instytut Rozwoju Wsi i Rolnictwa Polskiej Akademii Nauk, Warszawa 2005, 187 stron.
- Le repli paysan. Trajectoires de l'après-communisme en Pologne. (wspólnie z Marie-Claude Maurel i Huques Lamarche) Harmattan, Paris, 2003, 324 strony.
- Rolnictwo rodzinne w transformacji postkomunistycznej. Anatomia zmiany. (wspólnie z Huques Lamarche i Marie-Claude Maurel) Instytut Rozwoju Wsi Rolnictwa Polskiej Akademii nauk, Warszawa 2003, 184 strony.
- Reprodukcja czy wymiana? Przekształcenia lokalnych elit politycznych w Polsce w latach 1990–1998. Wydawnictwo Naukowe Scholar, Warszawa 2001, 196 stron.
- Dekolektywizacja rolnictwa w Europie Środkowej i jej społeczne konsekwencje. Polska Akademia Nauk Instytut Rozwoju Wsi i Rolnictwa, Warszawa 1998, 224 strony.
- Francuskie zawodowe organizacje rolnicze. Agrolinia – Fundusz Współpracy, Poznań 1998, 73 strony.
- L´agriculture polonaise en reconstruction. (Wspólnie z B. du Crest i C. Roman) Fondation pour le Progrès de l´Homme,  Paris 1992,  100 stron.
- Chłopi polscy na przełomie epok. Polska Akademia Nauk  Instytut Rozwoju Wsi i Rolnictwa, Warszawa 1991, 199 stron.
- Napięcia w funkcjonowaniu systemu produkcji rolniczej. Studium na przykładzie gminy. Państwowe Wydawnictwo Naukowe, Warszawa 1980, 217 stron.

Redakcje naukowe prac zbiorowych
- Wieś i Rolnictwo nr 1.1/2015, numer kwartalnika poświęcony rolnictwu rodzinnemu w świecie z okazji Międzynarodowego Roku Rolnictwa Rodzinnego, Irwin PAN, Warszawa, 204 strony.
- Wieś jako przedmiot badań naukowych Wydawnictwo Naukowe Scholar, Warszawa 2011, 240 stron.
- Les acteurs locaux á l'épreuve du modèle europeén LEADER Wyd. CEFRES i IRWiR PAN, Praques-Varsovie 2010, współredaktor Marie-Claude Maurel, 205 stron.
- L'agriculture francaise et l'agriculture polonaise dans l'Europe de 2007: experiences partagees et interts communs? Centre de l'Académie Polonaise des Sciences a Paris, Varsovie–Paris 2008, 240 stron.
- Wiejskie organizacje pozarządowe. Instytut Rozwoju Wsi i Rolnictwa polskiej Akademii Nauk, 2008, 204 strony.
- Wieś i rolnicy w zmieniającym się społeczeństwie. Wieś i Rolnictwo. Suplement do nr 3 (128), 2005, 142 strony.
- Rolnictwo rodzinne. II. Od mitu do rzeczywistości. (Redakcja naukowa polskiego wydania i tłumaczenie z francuskiego części pracy). IRWiR PAN, Warszawa, w druku.
- Village and Agriculture – specjalny numer kwartalnika "Wieś i Rolnictwo", wydany z okazji Światowego Kongresu Ekonomistów Rolnych w Warszawie, IRWiR PAN, Warszawa, 1999, 182 strony. Wspólnie z M. Kłodzińskim.
- Rolnictwo rodzinne. Międzynarodowe studium porównawcze. (Redakcja naukowa polskiego wydania.) Polska Akademia Nauk Instytut Rozwoju Wsi i Rolnictwa, Warszawa 1992, 234 strony.
- Funkcje instytucji i organizacji w procesie modernizacji w PRL. Polska Akademia Nauk  Instytut Rozwoju Wsi i Rolnictwa, Warszawa  1991, 194 strony.

## Odznaczenia
- 2012 – Złoty Krzyż Zasługi za osiągnięcia w pracy naukowo-badawczej[5].